# Luftsolfanger
En luftsolfanger er et soldrevet ventilationsanlæg, som virker ved at suge luft ind i en ventilationskasse. Soldrevet ventilation kaldes også solventilation.

## Hvorfor luftsolfanger?
Der er rigeligt af solenergi og solen producerer langt mere energi, end vi mennesker har behov for. Denne energi kan bl.a. udnyttes ved hjælp af luftsolfangere.
Ved at installere en luftsolfanger på boligen, sommerhuset, garagen eller værkstedet blæses en tør, frisk og varm luft ind i bygningen, når solen skinner. Solceller producerer strøm til ventilatoren i luftsolfangeren. Bag cellen er der et rum, hvor luften opvarmes på samme måde som i et drivhus. Luften føres derefter ind i huset af ventilatoren, og det hele styres elektronisk fra kontrolpanelet. Dette bevirker, at bygningen får et bedre og sundere indeklima, da ventilationen både affugter og opvarmer. Det er dermed solen, der driver værket.

## Virkemåde
Solventilation virker i princippet ens for alle fabrikater. Dog kan de deles op i to forskellige typer, som har lidt forskellig virkemåde, med hver deres fordele og ulemper. De to principper beskrives her:
1: Indsugning gennem ventiler i bunden. Solventilation virker ved at suge luft ind i en ventilationskasse som set på billedet. Luften transporteres ind i solventilationskassen gennem de to ventiler. De er placeret nederst i hver sit hjørne. Derefter passerer luften gennem de viste kanaler, så løbebanen forlænges i forhold til kassens ydre størrelse. De to luftstrømme samles midt i kassen og blæses ud af kassen bag solcellen ind i et samlet rør. Ved passagen gennem kassen opvarmes luften løbende på samme måde, som en bil bliver varm i solen. Den opvarmede luft blæses derefter ind i boligen. 
2: Indsugning gennem huller i bagpladen. Luftsolfangeren virker ved at luften suges ind gennem små huller, via hele bagpladen. Inde i kassen, suges luften gennem et stort filter som dækker hele bagpladen. Dette filter er sort, og er det der virker som solfanger, varmes op af solen, og afgiver varmen til luften, når denne suges igennem filten. Den opvarmede luft blæses nu via ventilatoren, gennem et rør, ind i huset.

## Udbytte
For at tydeliggøre, hvor stort et udbytte det giver at have installeret en luftsolfanger, er nogle eksempler på beregninger nødvendige. Beregninger er lavet ud fra en solfanger model SEA-120, som ses på billedet, der har en overflade på 1,2 m2.
Med solfangeren installeret på en lodret væg leverede den ca. 50 m3/time luft på +27 °C på en solskinsdag i januar 2010 med sne, hvor udetemperaturen var -6 °C.
En kold blæsende solskinsdag i april, med en udetemperatur på +10 °C, leverede solfangeren ca. 100 m3 /time luft på +55 °C. Der var ca. 9 timers køretid.
I begge eksempler vil luftsolfangeren kunne bortføre ca. 5 liter vand om dagen fra en fugtig bolig. Luftsolfangerens effekt er størst i forårs- og efterårsmånederne, og det er også her problemer med fugt er størst.
Samtidig er luftsolfangere en økonomisk rentabel løsning, da tilbagebetalingstiden kan ses på besparelser i varmebudgettet.
- Varmeforbrug uden SEA-120: 3700Kwh(elvarme) x 1,70 DKK (elpris) = 6290 DKK
- Varmeforbrug med SEA-120: 2500Kwh x 1,70 DKK = 4250 DKK
- Årlig besparelse: 6290 DKK – 4250 DKK = 2040 DKK
- Tilbagebetalingstid: 8000 DKK/2040 DKK = 3,9 år

## Placering
Solens vinkel har afgørende betydning for luftsolfangerens ydeevne. Ved ækvator ændres solens vinkel mellem 67° og 113°. I Danmark ændrer vinklen sig fra 57° i juni og 10° i december. Luftsolfangeren er mest effektiv, når solen står vinkelret (90°) på luftsolfangerens panel. Når solstrålerne står vinkelret på panelet er refleksionen og afbøjningen mindst, og den største mængde energi trænger gennem polycarbonatpladen og glasruden i selve solcellen. 
Skønt det kunne være ideelt med en tracker på en Luftsolfanger, som kunne holde den ideelle vinkel mod solen døgnet rundt og året rundt, så er det dog en ret kostbar løsning, som i de fleste tilfælde ikke giver nogen mening. Derfor bruger man ofte nogle tommelfinger regler når man snakker placering. Det bedste er at den vender stik syd. Dette er dog ikke altid praktisk muligt på ens hus, så kan man også gå helt om på en øst eller vest vendt væg og stadig få udbytte af en luftsolfanger. Ved en placering mod øst eller vest, falder effekten af luftsolfangeren med ca. 50%, hvor en placering mod syd-øst eller syd-vest kun giver et fald på 10-20%. Så en sydvendt placering er absolut at foretrække. 
Hældningen mod solen skal helst op på mindst 60° (i forhold til vandret), og ved vægmontage bliver den så 90°. Grunden til at man siger 60° og gerne 90° på en væg, og ikke en mellemting mellem de 10 og 57° i Danmark, er at det er om vinteren, samt forår og efterår, man har mest glæde af sin luftsolfanger til ventilation. Hvis det "kun" var til opvarmning om sommeren, kunne man godt lade den ligge mere vandret, det vil dog gå meget ud over ydelsen om vinteren pga. den lave sol.

## Fodnoter
1. ↑  "SUN ECO AIR – Indeklima". Arkiveret fra originalen 25. november 2018. Hentet 1. juli 2010.
2. ↑  "SolarVenti – Hvordan SolarVentien virker". Arkiveret fra originalen 6. februar 2020. Hentet 19. september 2019.
3. 1 2  SUN ECO AIR – Fakta om solventilation (Webside ikke længere tilgængelig)
4. ↑  "Bedste placering af SolarVentien" (PDF). Arkiveret fra originalen (PDF) 22. oktober 2020. Hentet 19. september 2019.